# Березовий Старик
Березовий Старик (біл. Бярозавы Старык) — озеро в Наровлянському районі Гомельської області Білорусі, басейні річки Прип'ять, приблизно за 6 км у напрямку на південний схід від міста Наровля, за 3 км на схід від села Конотоп.
Площа поверхні озера 0,28 км². Довжина 3,85 км, найбільша ширина 0,12 км. Котловина озера старичного типу, на заплаві річки Прип'ять, сильно витягнута і вигнута у формі серпа. Береги високі. Північний берег заболочений. Протоками озеро з'єднується з річкою Прип'ять